# Mellicta
Mellicta is een geslacht van vlinders uit de familie Nymphalidae, de schoenlappers, parelmoervlinders en zandoogjes.

## Soorten
- Mellicta alatauica - (Staudinger, 1881)
- Mellicta asteria - (Freyer, 1828)
- Mellicta athalia (Bosparelmoervlinder) - (Rottemburg, 1775)
- Mellicta aurelia - (Nickerl, 1850)
- Mellicta britomartis - (Assmann, 1847)
- Mellicta centralasiae - (Wnukowsky, 1929)
- Mellicta deione - (Hübner, 1829)
- Mellicta menetriesi - (Caradja, 1895)
- Mellicta parthenoides - (Keferstein, 1851)
- Mellicta plotina - (Braemer, 1861)
- Mellicta rebeli - (Wnukowsky, 1929)
- Mellicta sikkimensis - Moore, 1901
- Mellicta varia - (Meyer-Dür, 1851)